# Manoel Maurício de Albuquerque
Manoel Maurício de Albuquerque (Estado de Alagoas, 1927 - Rio de Janeiro, 1981) foi um professor, geógrafo e historiador brasileiro.
Sobre a vida e a obra desse pesquisador, Eulália Maria Lahmeyer Lobo publicou o livro Manoel Maurício de Albuquerque: mestre-escola, bem-amado, historiador maldito (1987).
Seu nome foi postumamente reverenciado com a criação do Centro de Estudos Manoel Maurício de Albuquerque, o CEMMA, que tem como objetivo principal preservar a imagem de seu patrono.
Em homenagem ao professor do IFCS, o Centro Acadêmico (instância de representação política dos estudantes) de História, da Universidade Federal do Rio de Janeiro (UFRJ) leva o nome de Centro Acadêmico Manuel Maurício de Albuquerque (CAMMA) 
No bairro de Anchieta, Rio de Janeiro, existe o Colégio Estadual Professor Manoel Maurício de Albuquerque desde 1984.

## Biografia
Manoel Maurícío de Albuquerque era bacharel e licenciado em História e Geografia pela antiga Faculdade de Filosofia da Universidade do Brasil, hoje IFCS/UFRJ. Lecionou no antigo ginasial (hoje, ensino médio) e em cursos pré-vestibulares, no Rio de Janeiro. Foi professor assistente de História do Brasil no IFCS/UFRJ, titular de História Econômica do Brasil na PUC do Rio de Janeiro e professor titular de História Diplomática do Brasil e História da América no Instituto Rio Branco do Ministério das Relações Exteriores.  Manoel Maurício foi conferencista em cursos de aperfeiçoamento no Arquivo Nacional, no Conselho Nacional de Geografia e no IBGE, além de ter ocupado o função de geógrafo do Conselho Nacional de Geografia. Foi documentarista do extinto Instituto Nacional de Imigração e Colonização. Em sua obra de historiador, além de obras didáticas destinadas ao Ensino Médio - e um Atlas Histórico Escolar (obra coletiva, 1983)  -, destaca-se seu principal livro, Pequena História da Formação Social Brasileira (1981). Cassado pelo AI-5, foi posteriormente preso e torturado, tendo vivido até a anistia a experiência de lecionar em cursos pré-vestibulares, onde continuou a produzir uma legião de admiradores, como o jornalista Paulo Henrique Amorim, que escreveu sobre "o China", apelido com o qual era carinhosamente tratado por seus amigos/alunos.
Consta, no portal do Arquivo Público do Estado do Rio de Janeiro: "Os documentos que compõem a Coleção Particular Manoel Maurício de Albuquerque foram doados ao Arquivo Geral da Cidade do Rio de Janeiro pelo professor e amigo José Luiz Werneck da Silva, em 25 de maio de 1983".